# Шарл III Анжуйски
Шарл III Анжуйски-Драчки, известен още и като Шарл III Малкия (на италиански: Carlo III d'Angiò-Durazzo; * 1345 г. в Кориляно Калабро, † 24 февруари 1386, Вишеград, Кралство Унгария), е херцог на Драч, крал на Неапол и титулярен крал на Йерусалим (1382 – 1386) като Карл III и крал на Унгария (1385 – 1386) като Карой II. През 1381 г. създава рицарския Орден на кораба. През 1383 г. наследява Княжество Ахея след смъртта на Жак дьо Бо.

## Произход
Шарл е син е на Лудвиг Анжуйски-Драчки (* 1324, † 1364), граф на Гравина и на Мороне от 1336 г., и на съпругата му Маргарита ди Сансеверино. По бащина линия е правнук на неаполитанския крал Шарл II Анжуйски.

## Биография

### Начални години
След смъртта на баща си Шарл се оказва най-възрастният мъжки представител на Сицилианския клон на Анжуйската династия. Поради това още като дете той е осиновен от братовчедка си – бездетната неаполитанска кралица Джована I, и е обявен за законен наследник на неаполитанската корона. Позицията му на наследник на неаполитанския престол е затвърдена след преговорите, сложили край на Унгарско-неаполитанските войни, започнали след убийството на унгарския принц Андрей Анжуйски, който е първият съпруг на неаполитанската кралица.
По настояване на папата с образованието и възпитанието на малкия Шарл Анжуйски трябва да се заеме унгарският крал Лайош I, поради което през 1365 г. 11-годишният Шарл напуска Неапол и се установява в Унгария.

### В Унгария
През 1369 г. неаполитанската кралица урежда брак между наследника си и първата му братовчедка Маргарита Драчка. В Унгария младият анжуец печели доверието на унгарския крал, който му поверява управлението на Хърватия и Далмация. Така между 1371 и 1378 г. Шарл Анжуйски, вече като херцог на Хърватия и Далмация, успява да спечели множество привърженици сред местните магнати. През 1379 г. е назначен за посланик във Венеция и води преговорите за слагане на край на Унгарско-венецианската война.

### Конфликти и престоли

#### Конфликт с Джована I
През 1381 г. конфликт между папата и неаполитанската кралица Джована I довежда до отлъчването на последната и обявяването на Шарл Анжуйски за законен крал на Неапол. В отговор неаполитанската кралица осиновява Луи Анжуйски – брат на френския крал Жан II, признава го за законен наследник на престола и го моли за помощ срещу римския папа. Налага се Шарл да се бори за наследството си в Неапол, за което той получава подкрепа от унгарския крал. С помощта на унгарските си войски Шарл успява да нахлуе в Неапол и да разбие войските на крал Отон фон Брауншвайг-Люнебург, новият съпруг на Джована I, в битката при Сан Жерман. Самата кралица е обсадена в Кастел дел Ово. След продължителна обсада на замъка и един неуспешен опит тя да бъде освободена, неаполитанската кралица е пленена от Шарл и е затворена в замъка Сан Феле. След като не успява да я убеди да разтрогне акта, с който тя осиновява и признава за свой наследник Луи Анжуйски, за когото пристигат и вести, че събира войски, за да завладее Неапол, през 1382 г. Шарл Анжуйски заповядва неаполитанската кралица да бъде удушена и сам се провъзгласява за крал на Неапол.

#### Война с Луи
С хитрост и късмет Шарл III Драчки успява да се наложи и в последвалата война за неаполитанския престол срещу Луи I Валоа-Анжуйски и 40-хилядната му войска, която нахлува през 1383 г. във владенията на Неапол.
Армията на Луи се ръководи от графа на Савоя Амадей VI Савойски, а финансова поддръжка е на антипапа Климент VII и Бернабо Висконти, съгосподар на Милано. Шарл, който разчита на наемници под ръководството на Джон Хокуд и Бартоломео д’Алвиано, разполага с 14 000 войници. Той успява да отвлече силите на противника от Неапол и с позиционна война, съчетана с нападения от малки отряди. Амадей VI заболява и умира в Молизе на 1 март 1383 г. и неговите войски излизат от кампанията. Тогава Луи се обръща за помощ към краля на Франция, който праща армия, ръководена от Ангеран VII дьо Куси. Последният съумява да завоюва Арецо и навлиза в Неаполитанското кралство, но на средата на пътя към Неапол пристига вест, че Луи внезапно е починал в Бишелие на 20 септември 1384 г.

#### Конфликт с папата
Междувременно се обтягат и отношенията с папа Урбан VI, който подозира неаполитанския крал в заговор срещу главата на Католическата църква. През януари 1385 г. трима неаполитански кардинали са арестувани, а един от тях, който е подложен на мъчения, разкрива заговора на краля. Впоследствие Шарл III и съпругата му са отлъчени от църквата и е издаден папски интердикт над кралството им. В отговор войските на Шарл III обсаждат папата в Ночера. След шестмесечна обсада главата на Римокатолическата църква е освободен с помощта на неаполитански барони, минали на страната на Луи Анжуйски.

### Унгарски крал
Докато папата търси спасение в Генуа, Шарл III се впуска в поредна авантюра. През 1385 г., когато умира Лайош I, Шарл III е убеден от някои унгарски барони да предяви претенции за унгарския престол и да отстрани братовчедка си Мария Унгарска от него. Шарл трябва да обоснове действията си с факта, че оглавява Анжуйския дом, който по това време управлява и Унгария. С помощта на унгарските барони от южните части на кралството Шарл III успява да детронира Мария Анжуйска от унгарския престол и сам се възкачва на него като крал Карой II. Властта му в Унгария обаче не продължава дълго, тъй като вдовицата на покойния крал Лайош I и майка на детронираната Мария – Елизабета Котроманич, организира заговор за убийството на Шарл. На 7 февруари 1386 Шарл е примамен и нападнат в нейния дом, където е ранен тежко. След това той е отведен във Вишеград, където умира от раните си на 24 февруари 1386 г. Погребан е в Белград.
След смъртта на Шарл III на престола в Неаполитанското кралство се възкачва малолетният му син Ласло Анжуйски, а короната на Унгария отново преминава в ръцете на регентите на дъщерята на Елизабета Котроманич, Мария Анжуйска. Въпреки това Ладислав се опитва да получи допълнително короната на Унгария.

## Брак и потомство
∞ февруари 1369 за втората си братовчедка Маргарита Драчка (* 28 юли 1347, Неапол, Неаполитанско кралство, † 6 август 1412, Акуамела), от която има три деца:
- Мария Анжуйска (* 1369, † 1371)
- Джована II Анжуйска (* 23 юни 1373 † 2 февруари 1435), кралица на Неапол; ∞ 1. 1401 за херцог Вилхелм фон Хабсбург, от когото няма деца 2. 10 август 1415 за  Жак II дьо Бурбон, граф на Ла Марш, от когото няма деца.
- Ладислав Анжуйски  (* 11 февруари 1377 † 6 август 1414), крал на Неапол; ∞ 1. 21 септември 1390 в замъка в Гаета за Констанца Киарамонте. Бракът им е разтрогнат през 1392 г. Нямат деца. 2. 12 февруари 1403 в Неапол за Мария дьо Лузинян (* 1381, † 4 септември 1404), принцеса на Кипър и Йерусалим, дъщеря на кипърския крал Жак I, от която няма деца. 3. 23 април 1407 в Таранто за Мария д'Анген (* 1367/1370, † 9 май 1446), графиня на Лече, дъщеря на Жан д'Анген, граф на Кастро, от която няма деца.